# Treća bojna Modran
Treća bojna Modran bila je bojna u sastavu 103. HVO brigade Derventa. Formirana je 18. ožujka 1992. u selu Modran kod Dervente, po kojemu je i dobila ime. Od osnivanja do okončanja svog ratnog puta (20. travnja 1996., kada je u cijelosti demobilizirana 103. HVO brigada Derventa) pokrivala je crtu obrane dugu više od devet kilometara u južnom dijelu Općine Derventa te sudjelovala u borbama na bosanskobrodskoj, bosanskošamačkoj i orašačkoj bojišnici. Brojila je 524 bojovnika-dragovoljaca, od kojih su trideset i šest poginuli, nestali ili preminuli od ranjavanja. Prvi zapovjednik bio je Nikola Lovrić, drugi Ivica Arambašić, a treći i zadnji Ivan Ćorluka.     